# Безумие (фильм, 2004)
«Безумие» (англ. Wild Side) — художественный фильм, поставленный режиссёром Себастьеном Лифшицем по сценарию Стефана Буке.
Название картины связано с песней Лу Рида «Прогулка по дикой стороне».
В 2004 году на Берлинском кинофестивале картина была удостоена премии Тедди и в том же году получила специальный приз жюри на Международном кинофестивале в Хихоне, а также Приз большого жюри на кинофестивале Аутфест.

## Сюжет
Трансгендерная женщина по имени Стефани живёт в Париже и зарабатывает на жизнь проституцией. Свою маленькую городскую квартирку она делит с двумя молодыми людьми: юношей магрибского происхождения по имени Джамель, который также является хастлером, и русским парнем Михаилом, скрывающимся во Франции от военкомата. Стефани получает известие: её мать неизлечимо больна и хочет попрощаться. Девушка немедля отправляется в родную деревню в северную Францию вместе с Михаилом и Джамелем. Дни, проведённые рядом с умирающей женщиной, заставляют её вспомнить события прошлого. Фильм состоит из фрагментов этих воспоминаний без соблюдения хронологии повествования.

## В ролях
| Актёр            | Роль    |
| ---------------- | ------- |
| Стефани Микелини | Стефани |
| Ясмин Бельмади   | Джамель |
| Эдуард Никитин   | Михаил  |

Роли Стефани и Михаила в фильме исполнили непрофессиональные актёры.